# 8. alpinski polk
8. alpinski polk (izvirno italijansko 8° reggimento Alpini) je alpinski polk Italijanske kopenske vojske.

## Organizacija
1915-1919
- Alpinski bataljon Tolmezzo
- Alpinski bataljon Val Tagliamento
- Alpinski bataljon Monte Arvenis
- Alpinski bataljon Gemona
- Alpinski bataljon Val Fella
- Alpinski bataljon Monte Canin
- Alpinski bataljon Cividale
- Alpinski bataljon Val Natisone
- Alpinski bataljon Monte Matajur
- Alpinski bataljon Monte Nero

Danes
- Štab

- Štabna in logistično-podporna četa
- Alpinski bataljon Tolmezzo

- 6. alpinska četa
- 12. alpinska četa
- 72. alpinska četa
- 115. minometna četa
- 212. protioklepna četa